# Kleobuline
Kleobuline, auch Kleobulina (altgriechisch Κλεοβουλίνη Kleoboulínē, latinisiert Cleobulina beziehungsweise Cleobuline), mit Beinamen von Lindos, war eine in der Antike überaus berühmte, griechische Dichterin von Rätseln. Ihre Historizität ist umstritten.

## Leben
Kleobuline soll nach antiker Überlieferung die Tochter des Tyrannen (Herrschers) von Lindos auf Rhodos, Kleobulos, einem der Sieben Weise von Griechenland, gewesen sein. Dieser lebte wohl im 7./6. Jahrhundert v. Chr. Ihr Vater nannte sie Eumetis („die gut Ratgebende“), aber in Zuordnung zu ihrem Vater wurde sie Kleobuline genannt. Ihr Vater scheint Wert auf die Bildung seiner Tochter gelegt zu haben und über die Kontakte ihres Vaters – die Insel Rhodos war damals ein Umschlagplatz des Handels und viele Reisende aus anderen Kulturkreisen kamen dorthin – hatte sie regen Austausch mit Reisenden. Plutarch berichtet in seinem Gastmahl der Sieben Weisen, dass sie eine wohlbekannte Person war, begabt mit scharfem Verstand, Seelengröße und menschenfreundlicher Gesinnung. Mit ihrem politischen Einfühlungsvermögen habe sie ihren Vater zu einem milden Regenten umgestimmt.

## Werk
Kleobuline werden schon seit der Wende vom 5. zum 4. Jahrhundert v. Chr. mehrere Rätsel zugeschrieben. Zwei der drei Rätsel waren in Distichen verfasst, eines in einem einzelnen Hexameter. Ein weiteres, nicht eindeutig unter dem Namen der Kleobuline überliefertes Rätsel lautet: „Einer ist Vater und zwölf sind Kinder ihm; aber ein jedes Kind hat zweimal dreißig verschieden gestaltete Kinder. Diese sind weiß an der Farbe zu schaun’n, schwarz aber die andern, und unsterblichen Sein’s; doch schwinden hinunter sie alle.“ Auflösung: Jahr, Monat, Tage und Nächte. Die philosophische Implikation im Rätsel: die Agonie des „unsterblichen Seins“, das doch entschwindet. Der Rätsellösende fragt nach dem Wesen der Zeit.
Ein Rätsel fragt nach dem ärztlichen Schröpfen und behandelt den Widerspruch einer gerechtfertigten Handlung, die doch gegen das Gebot der Götter verstößt: „Einen Mann sah ich, wie er (seinen Gegner) beraubte und gewalttätig betrog, und dies gewaltsame Tun ist das allergerechteste.“ Ein ähnliches, möglicherweise ebenfalls dem Schröpfen gewidmetes Rätsel überliefert Athenaios, wurde ohne Nennung der Urheberin aber bereits von Aristoteles an zwei Stellen angeführt: „Ich sah einen Mann, der einem anderen Mann mit Feuer Erz anschweißte, so eng, dass er sie zu Blutsbrüdern machte.“ Ein drittes Rätsel handelt von der phrygischen Flöte:

«κνήμηι νεκρὸς ὄνος με κερασφόρωι οὖας ἔκρουσεν·»

„Mit einem Schienbein aus Horn schlug ein toter Esel in meinen Ohren Musik.“

Kleobuline setzt Metaphern in ihren Rätseln ein, die eigentlich Weisheitsvermittler sind, Paradoxien aufzeigen und einen Erkenntnisprozess initiieren sollen. Im Fall der phrygischen Flöte äußert sich dies in der metaphorischen Umschreibung des Materials Knochen, das als Schienbein aus Horn bezeichnet wird. Dass aber ein totes Tier Musik macht, ist paradox, oder wie es Plutarch dem Äsop in den Mund legt: „man wundert (sich), dass der Esel, der bezüglich aller anderer Dinge grob und unmelodisch ist, einen ganz feinen und harmonischen Knochen bereitstellt“. Aristoteles schrieb in seinen Werken Rhetorik und Poetik ausführlich über das Wesen von Rätseln und den Einsatz von Metaphern in der Philosophie. Giorgio Colli schrieb zum Übergang vom mythischen zum philosophischen Denken, dass das Rätsel „zum Gegenstand eines menschlichen Kampfes um die Weisheit“ wird.
Aufgrund der seit dem 4. und spätestens dem 3. Jahrhundert v. Chr. nicht mehr möglichen Trennung zwischen historischer Realität und Fiktion in der Überlieferung zu den Sieben Weisen, die spätestens seit dem Hellenismus auch einen großen Umfang fiktiver Literatur hervorgebracht hatte, sind die wenigen Angaben zu Kleobuline nicht zweifelsfrei zu belegen. Es gibt derzeit insgesamt 22 Namensnennungen der Sieben Weisen der griechischen Antike, ihr Vater Kleobulos gehört zu ihnen und die philosophischen Rätsel von Kleobuline sind inhaltlich in diese Zeit der Weisheitssprüche der griechischen Antike einzuordnen.

## Rezeption
Nach Clemens von Alexandria war Kleobuline eine gehorsame, fleißige Tochter, die mit den Philosophengästen ihres Vaters debattiert habe. Zwei Titel antiker Komödien mit ihrem Namen sind bei Athenaios überliefert. Die erste aus der Phase der Alten Komödie, wohl aus dem Jahr 451/450 v. Chr., stammt von Kratinos, eine spätere von Menanders Onkel und Lehrmeister Alexis. Bei Suda finden wir einen Eintrag über sie, Gilles Ménage widmet Kleobuline 1690 einen eigenen Beitrag, Johann Caspar Eberti bietet 1706 eine Liste von Quellen und Hinweisen. Erwähnung findet sie außerdem bei Lucretia Marinella (1601), Johann Frauenlob (1631), Johann Heinrich Hottinger (1655), Johannes Esberg (1700) und Johann Pasch (1701), zum Teil unter dem Namen Eumetis.
In Judy Chicagos von 1974 bis 1979 entstandener Installation The Dinner Party ist Kleobuline unter dem Namen Cleobuline als eine der 999 genannten Frauen auf einer Fliese vertreten. Sie wird dort mit anderen antiken bildenden Künstlerinnen und Dichterinnen dem Gedeck der Dichterin Sappho beigeordnet.